# تینا مپس
تینا مپس (انگلیسی: Tina Mapes؛ زادهٔ ۲۱ ژانویهٔ ۱۹۷۱) بازیکن فوتبال اهل بریتانیا است.
از باشگاه‌هایی که در آن بازی کرده‌است می‌توان به تیم فوتبال زنان آرسنال اشاره کرد.
وی همچنین در تیم ملی فوتبال زنان انگلستان بازی کرده‌است.